# Eronia cleodora
Eronia cleodora är en fjärilsart som beskrevs av Jacob Hübner 1823. Eronia cleodora ingår i släktet Eronia och familjen vitfjärilar. Inga underarter finns listade i Catalogue of Life.

## Bildgalleri

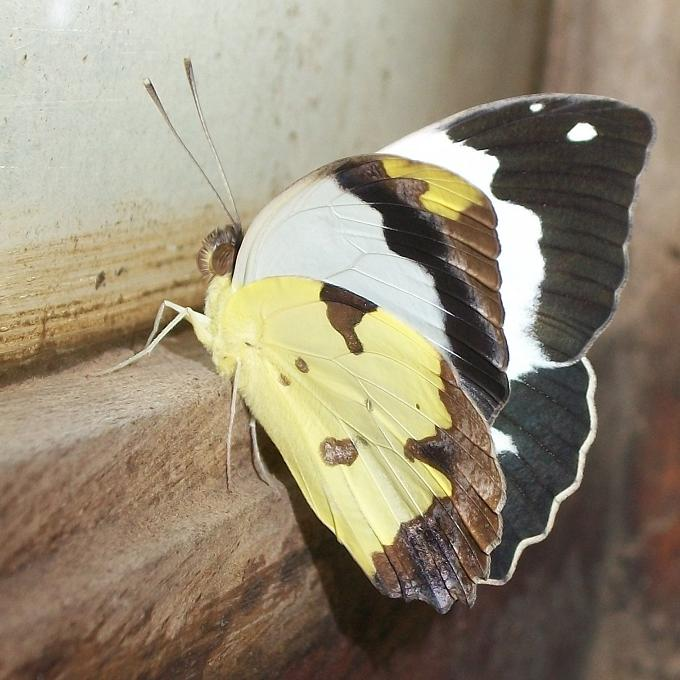